# NGC 6175-1
NGC 6175-1 (другие обозначения — UGC 10422, MCG 7-34-87, ZWG 224.50, PGC 58362) — линзообразная галактика (S0) в созвездии Геркулес.
Этот объект входит в число перечисленных в оригинальной редакции «Нового общего каталога».